# Society of Authors
De Society of Authors (SoA) is de grootste belangenorganisatie van schrijvers, illustratoren en literaire vertalers in het Verenigd Koninkrijk.
SoA, opgericht in 1884, is een parapluorganisatie en verenigt plaatselijke, regionale en thematische verenigingen van personen die in het boekenvak werken. Ze reikt verscheidene prijzen uit voor gepubliceerd werk, waaronder de Vondel Prize voor uit het Nederlands vertaalde boeken, en beurzen voor werk in uitvoering en schrijvers in financiële moeilijkheden.
De organisatie, bestaande uit meer dan twaalfduizend leden, wordt geleid door een directiecomité met een dozijn leden en een erebestuur bestaande uit een zestigtal fellows. SoA wordt onder meer gefinancierd door de door haar beheerde literaire nalatenschappen van een zestigtal auteurs, waaronder die van George Bernard Shaw, Virginia Woolf, L.P. Hartley en Philip Larkin.